# Alfred Meyer-Waldeck
Alfred Wilhelm Moritz Meyer-Waldeck (Sankt-Peterburg, 27. studenog 1864. -  Bad Kissingen, 25. kolovoza 1928.) je bio njemački admiral i vojni zapovjednik. Tijekom Prvog svjetskog rata bio je guverner Tsingtaoa.

## Vojna karijera
Alfred Meyer-Waldeck rođen je 27. studenog 1864. u Sankt-Peterburgu. Sin je Friedricha Meyera, inače profesora, i majke Dorothee von Boursy. Alfred je rođen u Sankt-Peterburgu gdje je njegov otac bio urednik novina Deutche Zeitung, ali se obitelj 1874. preselila u Heidelberg. Pohađa gimnaziju u Bonnu i Heidelbergu, nakon čega završava dva semestra na Sveučilištu u Heidelbergu da bi 1884. stupio kao kadet u mornaricu. Temeljnu obuku provodi služeći na fregati SMS Niobe, nakon čega od rujna 1884. pohađa Pomorsku akademiju. Potom služi na fregati SMS Moltke, te do listopada 1887. na bojnom brodu SMS König Wilhelm. Nakon toga, ponovno se nalazi na doškolovljavanju na Pomorskoj akademiji, da bi potom od travnja 1889. bio časnik na SMS Moltkeu. Od rujna 1889. služi kao časnik na SMS Niobeu, a do travnja 1891. na bojnom brodu SMS Kaiser. U međuvremenu je, u prosincu 1890., promaknut u čin poručnika.
Od travnja 1891. Meyer služi kao časnik na briku SMS Musquito, a od travnja 1892. kao časnik na školskom brodu SMS Gneisenau. Od siječnja 1893. nalazi se na službi kao prvi časnik na SMS Wachtu, da bi u travnja te iste godine bio premješten na službu u Vrhovno zapovjedništvo mornarice. Od 1895. služi u I. diviziji torpednih čamaca, gdje postaje i zapovjednik. U svibnju 1898. diplomira na Pomorskoj akademiji u Kielu, nakon čega odlazi u Panamu kako bi služio na krstašu SMS Geieru s kojim je ubrzo upućen u Kinu tijekom Bokserskog ustanka. Po povratku iz Kine služi najprije na SMS Hyäneu, te potom na SMS Hagenu. Od rujna 1901. nalazi se na službi u Admiralitetu gdje služi do siječnja 1905. godine. Tijekom službe u Admiralitetu u ožujku 1903. promaknut je u čin kapetana korvete. 
Tijekom šest mjeseci 1905. godine služi kao prvi časnik na SMS Wettinu, da bi u rujnu te iste godine bio imenovan prvim časnikom I. eskadre bojnih brodova. U listopadu 1907. promaknut je u čin kapetana fregate, dok je u lipnju 1908. imenovan načelnikom stožera njemačke kolonije Tsingtao. Tijekom te dužnosti od travnja 1909. do travnja 1910. godine obnašao je i dužnost guvernera s obzirom na to da je imenovani guverner u tom razdoblju bio u Njemačkoj. Prije toga, u siječnju 1909. unaprijeđen je kapetana. Meyer se u veljači 1911. godine vratio u Njemačku, da bi nekoliko mjeseci poslije, u svibnju, bio imenovan guvernerom Tsingtaoa. U Tsingtao je stigao u studenom 1911. kada je preuzeo dužnost guvernera, te je navedenu dužnost obnašao i na početku Prvog svjetskog rata.

## Prvi svjetski rat
Nakon što je Japan objavio najprije ultimatum Njemačkoj da preda Tsingtao, te potom 23. kolovoza 1914. godine i rat istoj, počela je opsada Tsingtaoa. Meyer-Waldeck je upravljao i organizirao obranu njemačke kolonije, ali istu nije uspio obraniti tako da su Tsingtao nakon višetjedne opsade 7. studenog 1914. zauzeli Japanci. Meyer-Waldeck je kao zarobljenik sproveden u Japan gdje se najprije nalazio u logoru kod Fukuoke, a od ožujka 1918. u logoru kod Narashina. Za vrijeme zarobljeništva u ožujku 1915. dobio je čin kontraadmirala, dok je u siječnju 1918. unaprijeđen u čin viceadmirala. 

## Poslije rata
Nakon završetka rata Meyer-Waldeck se u svibnju 1920. vratio u Njemačku. U kolovozu te iste godine je i umirovljen. Živio je u Berlinu, ali je u ljeto 1928. zbog lošeg zdravlja smješten u toplice u Bad Kissingenu gdje je i preminuo 25. kolovoza 1928. godine u 64. godini života. Pokopan je na groblju u Heidelbergu. Od listopada 1898. bio je oženjen s Johannom Ney s kojom je imao jednog sina i dvije kćeri.

## Vanjske poveznice
(eng.) Alfred Meyer-Waldeck na stranici Tsingtau.org